# ادرادا دو پیرون
ادرادا دو پیرون (به اسپانیایی: Adrada de Pirón) یک شهرستان در اسپانیا است که در سگبیا واقع شده‌است.

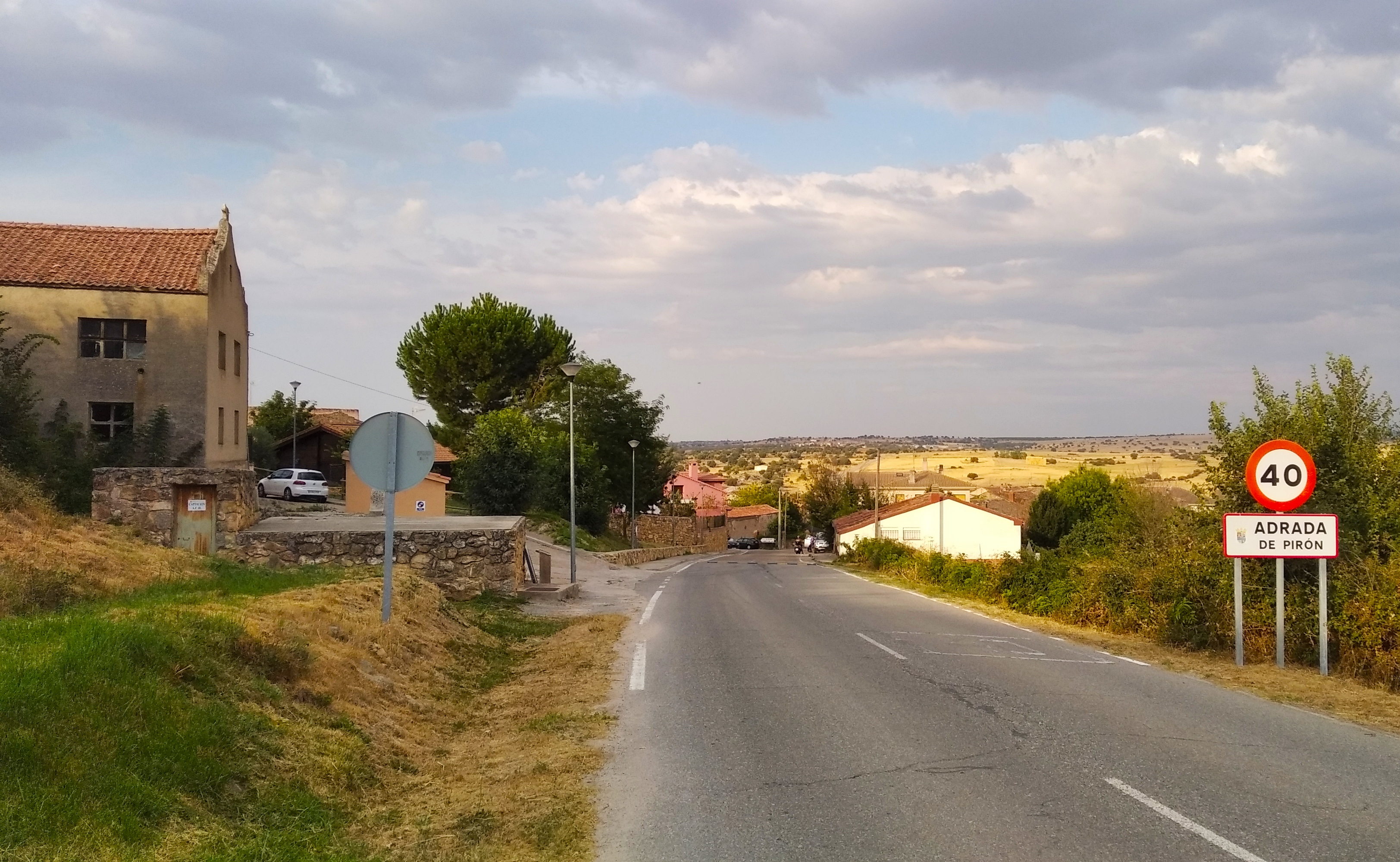